# Heterolophus nitens
Heterolophus nitens är en spindeldjursart som beskrevs av Tömösváry 1884. Heterolophus nitens ingår i släktet Heterolophus och familjen Tridenchthoniidae. Inga underarter finns listade i Catalogue of Life.